# 戊二酸酐
戊二酸酐，分子式C5H6O3。

## 性质
针状晶体。遇水分解为戊二酸，可溶于乙醇、乙醚和四氢呋喃。

## 制备
由戊二酸在脱水剂如乙酐存在下加热脱水而得。
{\displaystyle \ HOOC(CH_{2})_{3}COOH\rightarrow C_{5}H_{6}O_{3}+H_{2}O}

## 用途
用于生产塑料、树胶、橡胶、医药和制备酰胺类。